# Pukyongosaurus millenniumi
Pukyongosaurus millenniumi ("ještěr z Národní Univerzity Pukyong") je druh titanosauriformního sauropodního dinosaura, žijícího v období spodní křídy (stupeň hoteriv až barrem, asi před 133 až 125 miliony let) na území dnešního jihu Jižní Koreje (provincie Gyeongsang, známá také objevy početných fosilních otisků dinosauřích stop).

## Objev
Zkameněliny tohoto menšího až středně velkého sauropoda byly objeveny v souvrství Hasandong a vykopány v letech 1998 až 2000. Jednalo se o žebro, klavikulu, "vidlici" ocasního obratle a sérii krčních a hrudních obratlů, podobných obratlům rodu Euhelopus (se kterým mohl být tento sauropod blízce příbuzný). Formálně tyto fosilie (holotyp s označením PKNU-G.102-109) popsal tým paleontologů vedený čínským odborníkem Tung Č’-mingem v roce 2001 (odtud jeho druhové jméno millenniumi). Brzy se však objevil názor, že anatomické znaky použité pro stanovení nového druhu P. millieniumi jsou ve skutečnosti příliš rozšířené či málo diagnostické, a tak je tento taxon obvykle považován za nomen nudum (pochybné vědecké jméno).